# Ladislav Novák
Ladislav Novák (Louny, 5 december 1931 – Ostředek, 21 maart 2011) was een Tsjechisch voetballer die als verdediger speelde en later voetbaltrainer werd.
Novák speelde in de jeugd bij SK Louny en Technomat Teplice. Van 1952 tot 1966 speelde hij voor AS Dukla Praag en aansluitend tot 1968 voor LIAZ Jablonec. Daar begon hij ook zijn trainersloopbaan. Tussen 1971 en 1972 was Novák bondscoach van Tsjech-Slowakije. Hierna keerde hij terug bij LIAZ Jablonec. In 1974 ging hij naar België waar hij tot 1977 KSC Lokeren trainde en daarna tot 1979 Royal Antwerp FC en in het seizoen 1979/80 Beerschot VAC. Daarna trainde hij vijf seizoenen ASVS Dukla Praag. Tussen 1986 en 1988 trainde hij KSK Beveren en zijn laatste club was RWDM waar hij in 1991 kortstondig trainer was.
Voor het Tsjecho-Slowaaks voetbalelftal speelde Novák 75 wedstrijden waarin hij één doelpunt maakte. Hij nam deel aan het wereldkampioenschap voetbal in 1954, 1958 en 1962 en het Europees kampioenschap voetbal in 1960. Op dat EK werd Tsjecho-Slowakije derde en in 1962 werd het land tweede op het WK met Novák als aanvoerder.